# 18D/Perrine-Mrkos
18D/Perrine-Mrkos, komet Jupiterove obitelji, objekt blizu Zemlji.